# Kuropka
Kuropka – osada leśna w Polsce położona w województwie wielkopolskim, w powiecie kępińskim, w gminie Perzów.
W latach 1975–1998 miejscowość administracyjnie należała do województwa kaliskiego.
W okresie międzywojennym w miejscowości stacjonowała placówka Straży Granicznej I linii „Kuropka”.